# Осам-Дуоду, Фред
Фред Осам-Дуоду (англ. Fred Osam-Duodu; (4 июня 1938 года Аккра - 4 октября 2016 года там же) — ганский футбольный тренер.

## Биография
За свою тренерскую карьеру пять раз возглавлял сборную Ганы. Самым успешным был первый заход, когда в 1978 году "черные звезды" под руководством Осама-Дуоду впервые стали победителями Кубка африканских наций. В 1993 году, работая с ганской молодежкой, тренер привел ее ко второму месту на Чемпионате мира среди молодежных команд в Австралии.
Успешно специалист трудился и в Гамбии. В 2005 году Осам-Дуоду победил со сборной этой страны до 17 лет на юношеском Кубке Африканских наций. 4 октября 2016 года ганский наставник скончался в одном из госпиталей Аккры.

## Достижения
- Победитель Кубка арфиканских наций (1): 1978.
- Серебряный призер Чемпионата мира среди молодёжных команд (1): 1993.
- Победитель Кубка арфиканских наций среди молодежных команд (1): 1993.
- Победитель Кубка арфиканских наций среди для игроков не старше 17 лет (1): 2005.